# Wybory parlamentarne w Bułgarii w 2014 roku
Wybory parlamentarne w Bułgarii w 2014 roku zostały przeprowadzone 5 października 2014. W ich wyniku wybrano 240 posłów do Zgromadzenia Narodowego 43. kadencji. Frekwencja wyniosła 48,66%.
Były to wybory przedterminowe, przeprowadzone niespełna półtora roku po poprzednich wyborach z 2013. Zostały rozpisane po dymisji rządu socjalistycznego premiera Płamena Oreszarskiego i powołaniu technicznego gabinetu, na czele którego stanął Georgi Bliznaszki. Deputowanych wybierano w 31 okręgach wielomandatowych przy obowiązującym progu 4%. Wybory zakończyły się zwycięstwem opozycyjnej centroprawicowej partii GERB byłego premiera Bojka Borisowa. Próg wyborczy pokonało jednak aż osiem ugrupowań, co doprowadziło do znacznego rozdrobnienia parlamentu.

## Wyniki wyborów
| Lista wyborcza                                                     | Głosy     | %     | Mandaty | Zmiana |
| ------------------------------------------------------------------ | --------- | ----- | ------- | ------ |
| GERB                                                               | 1 072 491 | 32,67 | 84      | –13    |
| Koalicja na rzecz Bułgarii (w tym Bułgarska Partia Socjalistyczna) | 505 527   | 15,40 | 39      | –45    |
| Ruch na rzecz Praw i Wolności                                      | 487 134   | 14,84 | 38      | +2     |
| Blok Reformatorski (w tym DSB, SDS, DBG i NPSD)                    | 291 806   | 8,89  | 23      | +23    |
| Front Patriotyczny (w tym NFSB i WMRO-BND)                         | 239 101   | 7,28  | 19      | +19    |
| Bułgaria bez Cenzury                                               | 186 938   | 5,69  | 15      | +15    |
| Ataka                                                              | 148 262   | 4,52  | 11      | –12    |
| Alternatywa na rzecz Bułgarskiego Odrodzenia                       | 136 223   | 4,15  | 11      | +11    |
| Ruch 21                                                            | 39 221    | 1,20  | 0       | –      |
| Głos Ludu                                                          | 37 335    | 1,14  | 0       | –      |

Żadna z pozostałych 15 list wyborczych i żaden z 3 kandydatów niezależnych nie przekroczyli progu 0,5% głosów.